# دکتر سیتن مرموز
دکتر سیتن مرموز (انگلیسی: Mysterious Doctor Satan) فیلمی در ژانر علمی–تخیلی و ابرقهرمانی به کارگردانی ویلیام ویتنی و جان اینگلیش است که در سال ۱۹۴۰ منتشر شد. از بازیگران آن می‌توان به ادواردو چانلی اشاره کرد.